# 洪湖市
洪湖市，是由荆州市代管的一个县级市，位于中国湖北省中南部、江汉平原东南端、长江北岸，东接武汉市，西临监利市，南与咸宁市的赤壁市、嘉鱼县以及湖南省岳阳市隔江相望，北与仙桃市一依带水。洪湖市境内共有大小湖泊102个，其中洪湖是中国重要的湿地自然保护区，被誉为“湖北之肾”，系中国第七大淡水湖，湖北省第一大湖。洪湖市国土面积为2519平方公里，全市户籍人口为89.98万人。洪湖下辖20个乡镇办区，拥有2个省管经济技术开发区、1个国家级协作共建开发区和1个AAAA级生态旅游度假区。市人民政府駐新堤街道。
2020年2月15日新冠疫情初期，湖北省宣布对洪湖市实施“战时管制”，与疫情无关的车辆不得通行，居民不能擅自离开家中。洪湖的新冠疫情确诊案例是荆州市最多的。

## 历史
洪湖市以其境内最大的湖泊——洪湖而命名。洪湖作为地名，最早见于明朝《嘉靖·沔阳志》所载：“上洪湖，在州东南一百二十里，又十里为下洪湖，受郑道、白沙、坝潭诸水，与黄蓬相通”，“夏洪湖大水，湖河不分”。
早在新石器时代晚期，洪湖的螺山、乌林和黄蓬山等地就有人类生息和居住，形成了邑居和群落。在螺山、乌林和黄蓬山的新石器遗址中，已发掘出土了石器、骨器和陶器等百余件。
今洪湖市境域，夏商时代为古云梦地，属“禹贡”荆州之域；西周时期周武王（姬发）封为州国，都城在今黄蓬山；楚武王四十年（公元前701年），州国和江汉间其它小国都被楚国吞并；秦昭襄王二十九年（公元前278年）后，古州国地属南郡；西汉初年（公元前206年）更南郡为临江国；汉高祖五年（公元前202年），刘邦战胜项羽，建立汉朝，恢复南郡，设置州陵县，县治在黄蓬山；新莽代汉（公元9年，以下纪年均为公元），南郡改称南顺郡，州陵改为江夏，县治在今新滩口；东汉建武元年（25年），恢复西汉郡县原名；东汉建安十三年（208年），州陵辖属东吴江夏郡；西晋永兴二年（305年），因蜀乱割南郡的华容、州陵、监利三县，别立丰都合四县侨置成都郡，隶属成都王颖国；南朝时州陵县先后属巴陵郡、州城郡；北朝西魏文帝大统十七年（551年），裁撤州陵、惠怀二县，改置建兴县，隶属沔阳郡，县治迁到今仙桃市沔阳老城；隋唐五代至宋元明清，今洪湖市境域疆属屡更，郡县变动频繁，大多与沔阳有分有合，或升或降，其间曾名玉沙县、附廓县、文泉县等。
民国元年（1912年），废州置县，沔阳县属湖北省江汉道；民国十五年（1926年）废除道，在新堤设市，直隶属湖北省政府。未久，撤市并入沔阳县。
1949年，中华人民共和国成立后，于新堤设置沔阳地区专员公署，新堤为专署直辖市。
1950年新堤市撤销，并入沔阳县（螺山镇回属监利县）。
1951年5月，沔阳专区并入荆州地区专员公署；同年6月，沔阳县东荆河以南区域，以及监利县东部、嘉鱼县长江北部、汉阳县西南部的毗邻区域划出，建立洪湖县，属湖北省荆州地区专员公署管辖。
其中：
沔阳县（今仙桃市）：划出原属新堤市的新堤办事处、新螺、黄蓬（入沔阳改为第11区，驻石码头）2区以及第6区（汊河口）、第10区（峰口）、第13区（沙口）、第16区（府场）归属洪湖县。1957年至1965年，又先后将位于东荆河以南，原属于第4/5区的长河、吴剅、大岭、黄家口等地划归洪湖县。
汉阳县（今武汉市蔡甸区、汉南区）：划出东荆河以南、内荆河以北、汉阳沟以东的第5区（新滩）归洪湖县。
监利县（今监利市）：划出瞿家湾镇归洪湖县。1955年，再将监利县螺山镇改属洪湖县。
嘉鱼县：以前，嘉鱼县与沔阳州的界线，以长江北岸官堤为界，南属嘉鱼县，北为沔阳县。1949年9月，将长江北岸上自界牌，下自熊家窑划属新堤市新螺区。1951年，将长江北岸、内荆河以南的第3区（燕窝）、第4区（龙口）划归洪湖县。

1987年7月31日，经中华人民共和国国务院批准，撤销洪湖县，设立县级洪湖市，行政区域、隶属关系不变。洪湖市现属湖北省辖荆州市代管。
洪湖同时也是湘鄂西革命根据地之一。

## 地理
洪湖市地跨东经113°07′~114°05′，北纬29°39′~30°12′，位于湖北省中南部，江汉平原东南端，长江中游北岸。东南濒长江，与嘉鱼县、赤壁市及湖南省临湘市隔江相望；西傍洪湖与监利市接壤；北依东荆河与武汉汉南区、仙桃市相邻。洪湖市长江岸线全长135.5公里，占湖北省长江岸线总里程的12.7%，是中国长江岸线最长的县市。洪湖市东西最长94公里，南北最宽62公里。

### 地形
洪湖全境历史上属云梦泽东部的长江泛滥平原，地势自西北向东南呈缓倾斜，形成南北高、中间低、广阔而平坦的地貌，海拔大多在23~28米之间。最高点是螺山主峰，海拔60.48米；最低点是沙套湖底，海拔只有17.9米。洪湖市平均坡度约为0.3%，境内河渠纵横交织，湖泊星罗棋布。洪湖湖区成为具有江南地理特征的水网地区，全市水域面积810.9平方公里，占全市国土面积2519平方公里的32%，素有“百湖之市”、“水乡泽国”之称。洪湖为湖北省第一大，中国第七大淡水湖，为通江湖泊，现有面积348.33平方公里。

### 气候
洪湖市属亚热带湿润季风气候，其特点是冬夏长，春秋短，四季分明，光照充足，雨量充沛，温和湿润，夏热冬冷，降水集中于春夏，洪涝灾害较多。
洪湖市年平均气温16.6℃左右。常年最冷月为1月，平均气温3.8℃，极端最低气温-13.2℃（1977.1.30）。常年最热月为7月和8月，平均气温28.9℃，极端最高气温39.6℃（1971.7.21）。日温差平均在7.7℃左右，6、7月最小，为7.2℃；10月最大为8.7℃。地面温度，历年平均为19℃，地面极端最高温度为69.2℃（1970.8.2），地面极端最低温度为-20.1℃（1977.1.30）。
洪湖市平均日照在1980~2032小时之间，平均每天日照5.4~5.6小时，年日照百分率为45%。各月日照时数以6~8月最多，达700~750小时，占全年的35.8%~36.9%；12~2月最少，只占全年的18.8%。
洪湖境内年均降雨日为135.7天，降雨量在1060.5~1331.1毫米之间。降雨量最多的是1954年的2309.4毫米，最少的是1968年的774.4毫米。全市年平均暴雨日数为38天，5~6月为一年中暴雨最多的时段，占51.4%。
2022年夏季，长江中下游流域内整体气温偏高，大气环流异常导致长江流域主汛期出现了枯水现象。洪湖市气象台多次发布干旱红色预警（I级/特别严重）。长江洪湖段同武汉段等其他地方一样，露出大片滩涂，人们有史以来可以站在长江沿岸的河床上。

## 行政区划
洪湖市下辖2个街道办事处、14个镇、1个民族乡、3个管理区和1个经济开发区：
新堤街道、滨湖街道、螺山镇、乌林镇、龙口镇、燕窝镇、新滩镇、峰口镇、曹市镇、府场镇、戴家场镇、瞿家湾镇、沙口镇、万全镇、汊河镇、黄家口镇、老湾回族乡、小港管理区、大同湖管理区和大沙湖管理区以及洪湖经济开发区。

## 交通
交通一直是制约洪湖经济发展的因素。从地理上看，洪湖紧邻武汉，处在中国地理中心位置，北近汉水，南倚长江，东邻武汉，西连荆州，也处在湖北“两江”（长江、汉江）经济开发带的交汇点上。交通区位优势比较明显，但近几年洪湖的交通才迎来比较快速的发展。

### 公路
武汉外环城市圈高速、武监高速、江北东高速、为洪湖境内的三条高速公路。直到2020年，洪监高速公路洪湖城区至监利段才正式通车运营。至此，洪监高速全线建成通车，由此结束了洪湖城区不通高速的历史。同时，随着武监高速的建成通车，武汉至洪湖车程比之前绕道仙桃缩短了约1个小时，江北东高速的竣工通车，洪湖至荆州车程缩短为约2个小时。现在，洪湖拥有了武汉城市圈环线高速即孝洪高速、武监高速、江北东高速。洪湖高速从无到有，到现有建成通车里程167.2公里，从高速0里程跃居荆州高速里程第一，可以算是一个飞跃。已经开工建设的武松高速（武汉至松滋）仙洪段路线全长47.989Km，其中洪湖市境内长约11.523Km。
截至2022年底，洪湖市农村公路通车里程达3187.5公里，建成“美丽农村路”800公里、旅游环线公路180公里，农村公路铺装率达到96%，农村公路等级率达到99%，农村公路改造规模创历史新高，达到500公里。
作为中国长江岸线最长的县市，以往洪湖到对江只能绕路或者选择轮渡，出行极不方便。2019年11月洪湖至嘉鱼长江大桥、2021年9月洪湖至赤壁长江大桥相继建成通车，洪湖南向经济交流的大通道彻底打通。洪湖虽现已有两座长江大桥，但没有一座以洪湖命名，由此可以窥见洪湖地位的尴尬。

### 铁路
洪湖目前尚无建成通车的铁路，这也是制约洪湖经济发展以及前身同为沔阳的仙桃拉开与洪湖的差距的一大原因。离洪湖最近的汉宜铁路（汉口站至宜昌东站）过道仙桃、京广线在长江南岸过道咸宁，均完美地避开了洪湖。洪湖人如需乘坐火车去往中国其他地区一般会先到达武汉或者过江到达湖南岳阳，然后再前往其他地方。
目前仙桃至洪湖至监利铁路已列入中国国家“十四五”规划。仙桃至洪湖至监利铁路位于江汉平原腹地，从武仙城际仙桃站引出后向南延伸进入洪湖市，经峰口、瞿家湾进入监利市，并预留继续向南的条件。仙洪监铁路正线长79.516km，其中仙桃境内20.186km，洪湖境内35.203km，监利境内24.127km。沿线新设仙桃南站、洪湖站、瞿家湾站、监利站4个车站。
仙洪监铁路实际上是由江汉平原货运铁路二期工程更改过来的，2015年铁路总公司与湖北省联合批复了江汉平原货运铁路二期的项目建议书，并列入了交通基础设施三年行动计划（2016-2018），按进度最迟2018年需要开工的。究其原因一是政策上的，此铁路虽然进入了中长期铁路网规划，但没进入铁路十三五规划，还需要进入最新的铁路网规划，也就是铁路十四五规划。其二是资金筹措，由于升级为时速200公里的客货共用铁路，在2021年1月上报用地预审时，工程长度缩短为79.516公里，总投资上涨为118.52亿元。

### 水路
洪湖境内河汊纵横，湖泊众多，长江岸线绵延上百公里，水运发展有着得天独厚的天然优势，但基本上没有发挥应有的作用。一是因为陆地交通发展；二是因为政策限制；三是靠近洪湖一側的長江泥沙淤積嚴重，水深不夠，不適合大型輪船航運和停泊。
由于湖北长江新螺段白鳍豚保护区全流域覆盖，洪湖水运发展受到了诸多制约因素影响。目前洪湖长江岸线在建和拟建的码头项目有4个，分别是新堤综合码头、新堤散货码头、新滩综合码头、燕窝综合码头。其中新堤综合码头虽已建成，但由于产权过户、债务纠纷、道路征迁、经营许可等问题，一直不能正常运营。新堤散货码头后方陆域虽然已经基本完成，但是前方码头却因环保、航道、防洪等审批问题一直无法开工。燕窝综合码头因岸线审批问题，前期工作停滞不前。新滩综合码头前期工作已开展了接近十年，但因项目选址位于白鱀豚保护核心区范围，一直无法纳入《荆州港总体规划2016—2035》。

### 航空
离洪湖最近的大型机场是武汉天河国际机场，约152公里，两个小时车程左右。

## 经济
水产业是洪湖经济发展的支柱产业，截止2021年1月，洪湖市水产养殖面积85.9万亩，水产业纯收入占农民总收入的比重超过50%。全市年淡水产品总量超过60万吨，在全国县市排名第一。然而大而不强、多而不精，却是一个不争的事实。按县域经济GDP，洪湖在荆州8个区县中排名第5，在湖北省内排第40位，处中等水平。预计2022全年实现地区生产总值350亿元、增长6.8%，而曾经共为沔阳一家的仙桃2022年GDP为1013.1亿元，成为湖北省首个破千亿县，差不多是洪湖的3倍。
2022年，在疫情反复背景下，洪湖经济稳中向好，经济指标运行平稳，工业经济综合排名居荆州第一方阵：工业总产值增长35%，增幅居荆州第一；工业用电量增长14.4%，增幅居荆州第三；工业入库税金增长38.8%，增幅居荆州第一。
目前洪湖的发展定位为“立足大荆州，融入大武汉”。从武汉城市圈的范围来看，完美地诠释了一个成语“宁缺毋滥”。洪湖现为武汉城市圈观察员，洪湖是唯一与武汉接壤却非正式成员的县市，从而武汉城市圈在西南缺了一个角。洪湖经济的发展缓慢多少跟洪湖处于武汉长江上游以及洪灾屡有发生不无关系。洪湖东分块蓄滞洪区工程就是保障荆江大堤和下游武汉的防洪安全的一项重要工程。这种情况下，洪湖的经济发展放不开手脚。另外，洪湖外出务工人员约20万，会对劳动力以及市场活跃带来影响，经济发展任重道远。

## 旅游

### 洪湖生态景区
洪湖是当今世界上仅存不多的没有被污染的大型淡水湖泊之一，两岸风光秀丽，湖水清澈见底，盛夏季节可以采莲、垂钓，春冬可以猎鸭，是天然的游乐场所。
洪湖生态旅游区景观有：十里荷花带、万亩莲藕区、观荷长廊、九曲桥廊、观音座莲台、荷花仙子、钓鱼岛情人屋、湖心岛莲花源等十多处，20万亩生态园、10万亩荷花塘、湘鄂西革命首府、明清一条街，交相辉映，风光无限，美不胜收。“人人都说天堂美，怎比我洪湖鱼米乡……”一曲《洪湖水浪打浪》唱遍天下知。
洪湖绿道全长104.41公里，起于螺山，止于瞿家湾。是一个集生态保护、体育运动、休闲娱乐、文化体验、科普教育、旅游度假于一体的综合性工程。目前一期29.46公里已完工，洪湖绿道初见雏形。

### 湘鄂西苏区革命烈士纪念园
当地人一般称湘鄂西苏区革命烈士纪念园为烈士陵园，它位于洪湖市城区新堤西南郊沿江路，长江边上。占地面积606亩，1984年落成，1986年被国务院首批公布为全国重点烈士纪念建筑物保护单位。全园由九大主体建筑组成：湘鄂西苏区革命烈士纪念馆牌坊、贺龙元帅全身铜像、湘鄂西苏区革命烈士纪念碑、烈士墓墙、红军墓、湘鄂西苏区革命历史纪念馆、湘鄂西苏区革命烈士纪念馆、国防教育园和3D红色影视教育厅。在土地革命战争中，洪湖有姓名的烈士达3144人。以洪湖为中心的湘鄂西苏区革命根据地是土地革命战争时期中国的八大根据地之一。
2011年被中国国家宣传部命名为“全国爱国主义教育基地”。
2020年2月，湖北宣布：所有A级旅游景区5年内对新冠疫情援鄂医疗队员免门票。湘鄂西苏区革命烈士陵园位列其中。

### 江滩公园
江滩公园位于洪湖市沿江路，西起原洪江集团，东至茅江大道滨江段，沿岸线长约4700米，总面积约130公顷，紧邻湘鄂西苏区革命烈士陵园。由已建的城市综合性公园、生态文化公园和在建的体育文化公园三个区域构成。公园定位为彰显自然生态特点的城市公园，激发城市活力，带动城市发展，引领城市绿地系统思想。以往这里是一片沙滩，水土流失严重，如今绿树红花，风轻云淡。
从生态文化园北侧大门进入，有一条笔直的大道直通烈士纪念园，其间路经的中式石桥，丰富空间层次与进深感，烈士陵园周围运用整形绿篱与松柏类植被，突显庄严肃穆之感。比较重要的景点有国际友人路易·艾黎雕像群，1998年长江大水抗洪纪念碑等。

### 洪湖龍街
洪湖龍街位於洪湖市城區內荊河以東，沿河東路以西，處於洪湖一橋與二橋之間，全長720米，建築面積約2.5萬平方米，鮮花與綠樹相映成趣，長街并流水互襯生輝。各類商店門面古典雅緻、頗具韻味。它是洪湖市政府重點招商引資項目，是“一河兩岸”及中心城區一項標誌性惠民工程。整個項目依託洪湖市的綜合發展潛力以及一河兩岸城市風光帶的發展契機，以國家AAAA級購物景區為建設標準，打造的集文化、旅遊、科技、商業於一體的城市文旅風情街。2019年10月30日，洪湖龍街盛大開街。

### 金湾花海
金湾花海位于洪湖市金湾大道西侧的洪湖湖畔，园内有阳光疏影、花溪碧岛、浪漫春日、七彩葵园、奇幻星空、海澜清野、梵高花园等八大主题园区，建有艺术花海、艺术草坪、高尔夫练习场，以及帐篷营地、大草坪婚庆基地、亲子活动基地等，是洪湖乃至周边地区集休闲、观光、赏花、婚庆、亲子等活动的植物园。20多种名贵植物，包括地肤、向日葵、波斯菊、百日草、硫华菊、红王子锦带等，在一年四季大部分时间都能观赏到姹紫嫣红的花卉，提供了返璞归真的生态田园风景。
优惠：广东、海南两省新冠疫情援洪医疗队成员凭身份证件终身免门票参观游览。

### 悦兮半岛国际温泉度假村
悦兮半岛国际温泉度假村位于洪湖市乌林镇黄蓬山，离洪湖城区约15公里，武监高速旁，交通便利。占地面积1000亩，由7栋园林式豪华别墅、20座白鹭园树屋及262间豪华客房组成。
度假村拥有全新的设施设备，国内最大的无柱式全玻璃钢架结构的室内温泉馆“水立方”。温泉日供热水达6000吨以上，温泉水来自地下2000米深处的数万年以上的地下热水，水温高达76度，是全国罕见的优质偏硅酸医疗保健热矿水。独特设计的星光房可充分享受日光或月光浴；直接进入泳池的客房，更能感受到轻松休闲的度假氛围。

## 人口民族
2022年末，全市户籍人口89.98万人，其中户籍非农业人口38.01万人，农业人口51.97万人。全年出生人口5257人，出生率5.8‰，死亡人口3744人，死亡率4.1‰，人口自然增长率1.7‰。
根据第七次全国人口普查数据，以2020年11月1日零时为标准时点，全市常住人口为698188人，全市男性人口为367074人，占52.58%，女性人口为331114人，占47.42%。常住人口性别比（以女性为100，男性对女性的比例）为110.86，与2010年基本持平。
洪湖市有回族、蒙古族、土家族、壮族、彝族、侗族、黎族、满族、羌族、么佬族、朝鲜族、瑶族等少数民族。少数民族人口较多的是回族，主要分布在老湾回族乡和城区。大同、大沙、龙口、乌林等乡镇也有零星分布。1987年成立了老湾回族乡，其它少数民族人口散居于全市各个乡镇，民族成份较复杂的有城区、螺山、大同、大沙、小港等，是荆州市少数民族人口较多且拥有民族乡的散杂少数民族工作重点县市。

## 风俗文化

### 语言
洪湖市方言来源复杂，大致可以分为七种方言语系，这与1951年建立洪湖县时，从监利、仙桃、嘉鱼等县市各划拨一部分区域的历史有关。洪湖市濒临长江，位于中国南北语言交汇区，方言主体为西南官话，另有源于江西的“赣方言”流行东南沿江地区，包括龙口、燕窝等地，基本上洪湖其他乡镇的人沟通不了。而源于湖南的“湘方言”则流行于西南沿江的螺山镇一带。

### 文化
洪湖是三国文化与楚文化的交汇地，文化底蕴深厚。
荷花节：相传每年农历六月二十四日是荷花的生日，又称“荷花节”，洪湖市湖区最重此节。节日期间，举办赏荷、咏荷、评选荷花小姐以及赛龙舟、看文艺演出等活动。
端午赛龙舟：端午节赛龙舟是湖区人民凭吊屈原的一种独特方式。每年农历五月初五，全市各集镇自发举行龙舟赛。洪排河、内荆河、四湖总干渠、东荆河等市内主要河流在端午节期间都有龙舟赛可以观赏。常常是河两岸人山人海，号子声、锣鼓声、呐喊声震天动地，场面十分壮观。随着近几年人民生活水平的提高，龙舟赛越来越兴盛。
洪湖市民俗表演主要内容有：
- 什样锦：古代宫廷器乐演奏，男女演员着古装，演奏其专用器乐，伴有宫廷乐舞，此节目曾在湖北电视台播放
- 薅草锣鼓：男女演员拿着镰刀、锄头边歌边舞，表现劳动场景的歌舞
- 渔翁戏蚌：渔翁与蚌斗智斗勇的舞蹈表演
- 龙腾狮跃：舞龙与耍狮相结合
- 湖虾弄鲇：虾子戏弄鲇鱼的舞蹈表演
- 丰收渔鼓：演员手拿蝶子、渔鼓，表现丰收之后喜悦之情的舞蹈表演
- 水上婚礼：湖区青年男女结婚的实景表演，此节目曾被中央电视台4套介绍给海外观众

## 主要物产
洪湖市地理位置和气候条件比较优越，物产资源丰富，素有“鱼米之乡”的美称。除农作物和家畜家禽外，野生动植物约有800余种。
农作物：棉花、水稻、小麦、大麦、蚕豆、玉米、薯类、高粱、绿豆、芝麻、花生、油菜、黄红麻、苎麻、甘蔗等。
野生动物：（1）禽类。洪湖市现有飞禽168种，其中可见但不常见的有87种，常见但不算多的有64种。（2）兽类。现存14种：草狐、貉、狸猫、刺猬、獐、小鹿、野兔、狗獾、老鼠、蝙蝠、水獭等，其中老鼠最多，危害较大；蝙蝠遍及该市；水獭50年代较多，现已罕见。（3）低栖动物。有蚊、螅、青蛙、蟾蜍、龟、鳖、蛇、蜥蜴、壁虎、蚌、蚯蚓等22种。（4）昆虫类。共有浮游动物169种。常见的昆虫有蚕、蜂、蝉、蝇、蚁、萤火虫、蝴蝶、蜻蜓、灶马、天牛、金龟子、蟑螂等。（5）珍稀动物。白鳍豚、江豚。
2023年4月25日，2头经过两年野化训练的江豚放归至长江老湾段天然水域，这是长江江豚首次放归长江。
野生植物：（1）树木。共有42科193种。主要树种有池杉、水杉、落雨杉、榆树、旱柳、枫杨、泡桐、苦楝、刺槐、意杨、喜树等。（2）竹类。以桂竹、毛竹为主，另有少量楠竹。（3）水生类。有水生高等植物30科68种。其中莲藕、菱角、茭白、茨菰等年产量居湖北省首位。（4）药用植物。野生中药材主要有两面针、鱼腥草、芦根、车前草、毛蜡烛、水蜈蚣、羊蹄、土牛膝等20余种。
水产品：洪湖鱼类资源丰富，是湖北省主要产鱼区，产量居全国县、市第二位。50年代以前有鱼类182种，60年代有鱼类114，70年代有鱼类89种，现有鱼类59种，隶属7目、18科，其中鲤科鱼类占58.5%。洪湖湿地有国家Ⅱ级保护鱼类胭脂鱼、鳗鲡（历史记录）；省级重点保护鱼类有大湖短吻银鱼、鳤。
从2020年7月1日起，长江新螺段白鳍豚国家级自然保护区、洪湖湿地国家级自然保护区（含新堤排水、汉沙河）开展为期十年的禁捕禁钓。东荆河、内荆河、洪排河在禁捕期（每年3月1日到6月30日）禁止垂钓，其他时间可以“一人一杆一线一钩”进行休闲垂钓。

## 特色美食
2022年9月评选出的洪湖十大名菜：
洪湖莲藕排骨汤、清蒸洪湖清水蟹、黄颡鱼煮篙菜、黄焖鳝鱼桥、红烧青头鸭、青椒闷甲鱼、洪湖蒸虾、红烧鳜鱼、洪湖三蒸、羊干草鱼。
2022年9月评选出的洪湖十大名小吃：
腊肉煮绿豆皮、洪湖鸡蛋糕、峰口米团子、刘祖富卤粉、洪湖米粑、洪湖炕饼、清水粽子、洪湖汤包、洪湖豆皮、鳝鱼面。
中国地理标志产品：
- 洪湖藕带
- 洪湖大闸蟹
- 洪湖莲藕
- 洪湖再生稻米
- 洪湖莲子
- 洪湖界牌黄豆
- 洪湖野鸭

## 历史事件

### 1998年长江大水
1998年洪水，是继1931年和1954年两次洪水后，上世纪在中国发生的又一次全流域型的特大洪水。据统计，长江中下游受灾范围遍及334个县（市、区）5271个乡镇，倒塌房屋212.85万间，死亡人口1562人。洪湖作为湖北长江抗洪主战场，连续出现了8次洪峰。洪湖10万军民抗洪抢险，确保了长江大堤安全，确保了武汉等重要城市、京广铁路等交通干线和江汉平原安全。为保障重点地区防洪安全，长江中下游干流安排了42处蓄滞洪区，其中洪湖蓄滞洪区分隔成东、中、西三块，东分块分蓄洪工程正在实施。

### 隆客多超市持枪抢劫案
2004年4月2日晚8时许，洪湖市城区一超市发生一起蒙面持枪抢劫案。两名男子身着雨衣，头戴面罩，闯入新堤隆客多超市，拿出长管猎枪实施抢劫，值班民警当场牺牲，两名保安受伤。歹徒冲到收银台抢钱并用枪托砸破黄金柜玻璃，抢劫金银首饰。两名歹徒逃出超市后欲拦截一辆红色桑塔纳桥车逃跑，司机不从，被开枪打伤。洪湖警方在追凶过程中，其中一名歹徒陶表从被撞身亡，另一名歹徒徐昌炎受伤。在审讯过程中，带出另一起杀人案件。当年2月份，洪湖市螺山镇长江干堤上，一对中年男女的遗体在一辆黑色桑塔纳车后座被发现。同样是此两歹徒所为。2004年11月，主犯徐昌炎被执行枪决。

### 德炎水产氨气泄露事故
2012年10月22日晚，洪湖市德炎水产公司发生一起氨气泄露事故，300余人中毒送医救治，紧急疏散1000余人。中毒人群大部分症状较轻，经处理后陆续出院。近30名患者症状较重。

### 千名教师因薪资低罢课
2013年5月17日，洪湖市1000多名教师停课在政府大楼前陈情，认为工资太低。有老师称工作十几年，每月工资总额仅1574元。当时的市长低姿态向教师们坦诚家底称穷人难当家，自己每月卡上的工资也只有2440元。网上一片质疑，网友们对工资2440元的市长不买账，其他福利是否包含在内。市长低姿态晒工资并不能让被逼停课讨薪的教师心服口服，相反教师心中的质疑依然难以平息。

### 众鑫益农生物能源中毒事故
2014年10月3日上午，洪湖市乌林镇境内的湖北众鑫益农生物能源有限公司发生一起安全事故，5名员工清理漂染池过程中，一人中毒昏迷。其他人员在对其进行施救时，也昏倒在漂染池内。当地卫生部门120急救车赶到后，立即现场组织进行了抢救，5人抢救无效当场死亡，另有1人在送医途中死亡。